# شهرستان تنگ‌چونگ
شهرستان تنگچونگ (به لاتین: Tengchong) یک شهرستان‌های جمهوری خلق چین در چین است که در باوشان، یوننان واقع شده‌است. شهرستان تنگچونگ ۵٬۸۴۵ کیلومتر مربع مساحت و ۶۲۰٬۰۰۰ نفر جمعیت دارد و ۱٬۶۶۷ متر بالاتر از سطح دریا واقع شده‌است.